# Villa di Malavolta

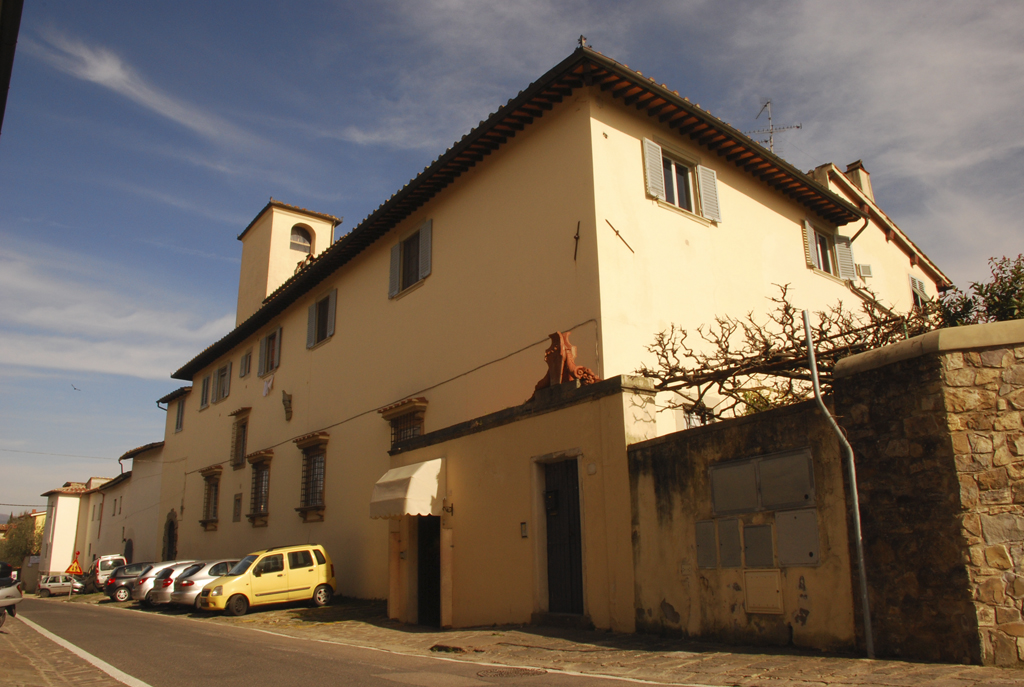
Villa di Malavolta (o Villa Bottai)

Villa di Malavolta o villa Bottai è un edificio storico che si trova in via del Podestà 79 in zona Galluzzo, a Firenze.

## Storia e descrizione

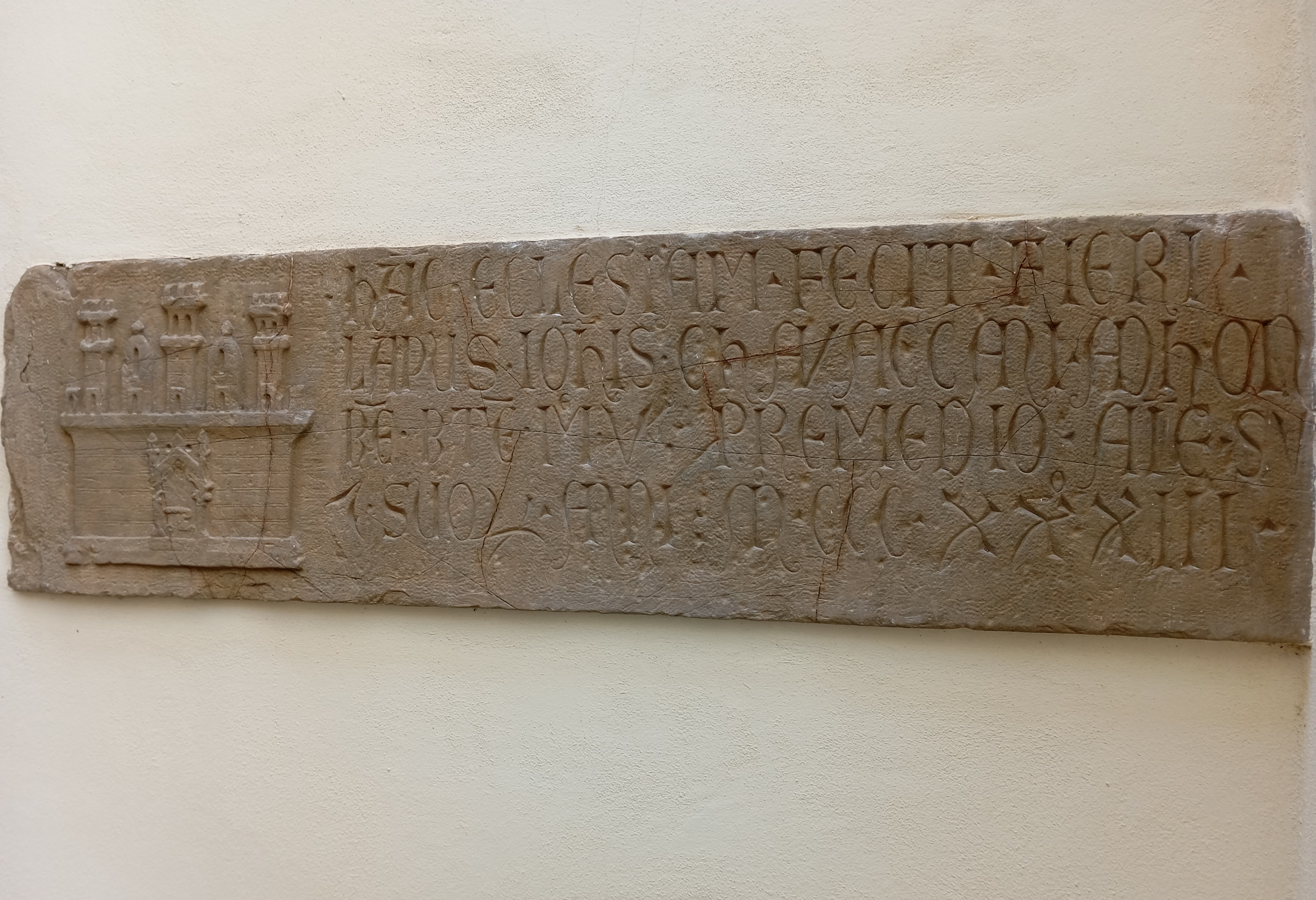
Lapide citata dal Carocci della costruzione dell'ospedaletto nel 1333 ad opera di ser Lapo Giovanni dei Gavacciani

La villa fu originariamente costruita per la nobile famiglia dei Gavacciani, coeva di quel Niccolò Acciaioli a cui si deve la costruzione della famosa Certosa di Firenze. Nella parte interna al portale di accesso prospiciente la via del Podestà è visibile la lapide, che riporta la costruzione originaria edificata nel 1333, per opera di ser Lapo di Giovanni Gavacciani, e come scrive testualmente l'epigrafe, per rimedio dell'anima sua e dei suoi. Guido Carocci (I dintorni di Firenze, stampato nel 1906), riportò integralmente l'iscrizione che così recita "HANC ECCLESIAM FECIT FIERI LAPUS JOHANNIS GAVACCIANI AD HONOREM B. MARIE VERGINI PRO REMEDIO ANIME SUE ET SUORUM A.D. MCCCXXXIII. Inoltre nel cortile è inserita una pietra che riporta una raffigurazione di un gallo, riferendosi all'ospitaliera Compagnia del Bigallo.Si precisa che Ser Lapo è sepolto nel chiostro grande della Basilica di Santo Spirito in Firenze, Sul Sarcofago è riportata la data del 1338,unitamente all'immagine dell'Ospedaletto che realizzo. .https://commons.wikimedia.org/wiki/File:Santo_spitito,_sarcofago_di_Lapo_Giovanni_Gavacciani,_1338,_01.jpg
Successivamente passò alla ricca famiglia dei Corboli, che verso la fine del XVI secolo la ingrandirono, incorporando anche un attiguo, vecchio ospedale, già ricovero di pellegrini, ed una chiesa-oratorio. La famiglia Corboli dette l'impronta attuale alla villa nel 1599, come riporta un'iscrizione all'interno della villa stessa, quindi l'edificio divenne così un dei più belli della zona ed ancora oggi mantiene il suo fascino con le inconfondibili due torrette panoramiche. Durante il XIX secolo la villa ospitò anche la famiglia granducale, soprattutto grazie alla vista privilegiata che la villa poteva offrire in occasione di quelle processioni che portavano solennemente la Madonna dell'Impruneta a Firenze per scongiurare gravi calamità, carestie e pestilenze. La grande finestra eccentrica al piano terra aveva proprio lo scopo era quello di offrire una visione completa della processione della Madonna dell'Impruneta. All'interno della villa è degno di nota il grande salone che si affaccia nella parte tergale ad un classico giardino all'italiana.
La facciata è in sobrio stile fiorentino, con alcune finestre in pietra serena che spiccano sulla facciata a intonaco bianco. Al centro si trova lo stemma dei Corboli. La facciata posteriore si affaccia sul giardino all'italiana, composto da quattro zone quadrangolari circondate da siepi geometriche basse.
Lo stemma riportato in foto rappresenta la famiglia dei Bartoli penultimi proprietari della villa Bottai, prima che fosse acquistata da Cesare Bottai, facoltoso commerciante di legnami, originario di Lucolena in Chianti. Nella parte tergale dello stemma in terracota è riportata la seguente frase " ARME BARTOLI VIRTUS OMNIA VINCIT".

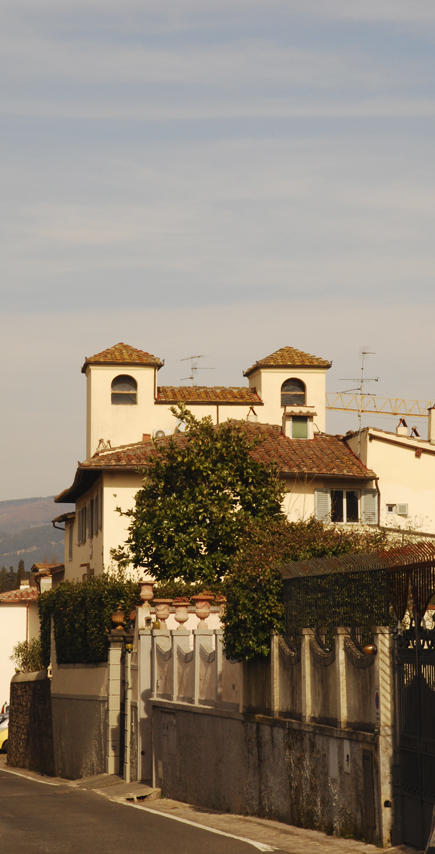
Le torrette
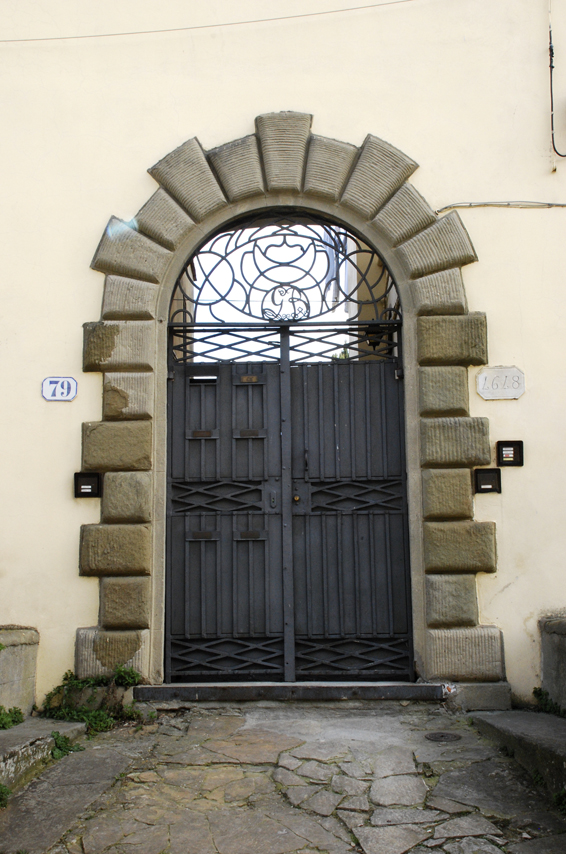
Portale
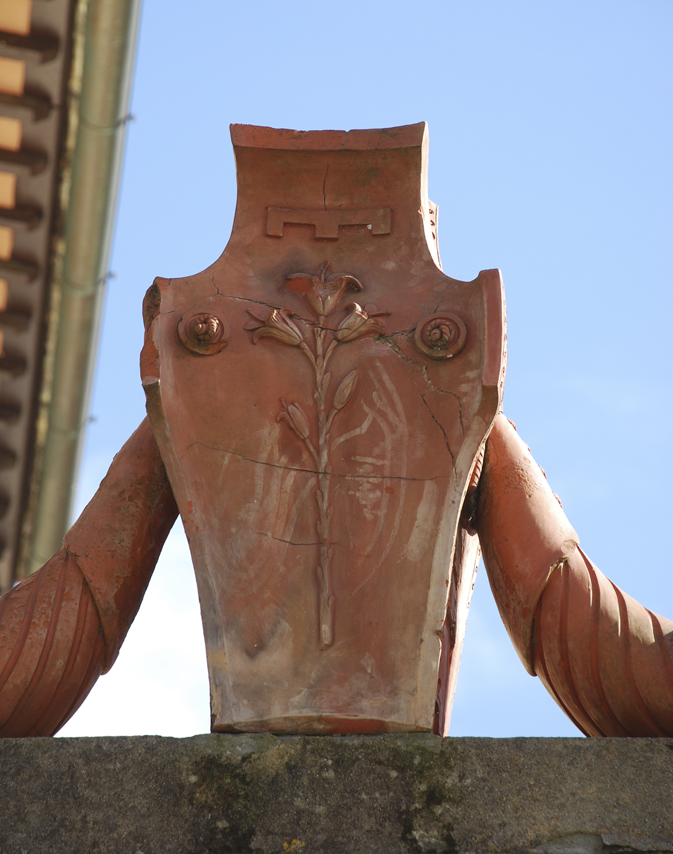
Stemma in terracotta
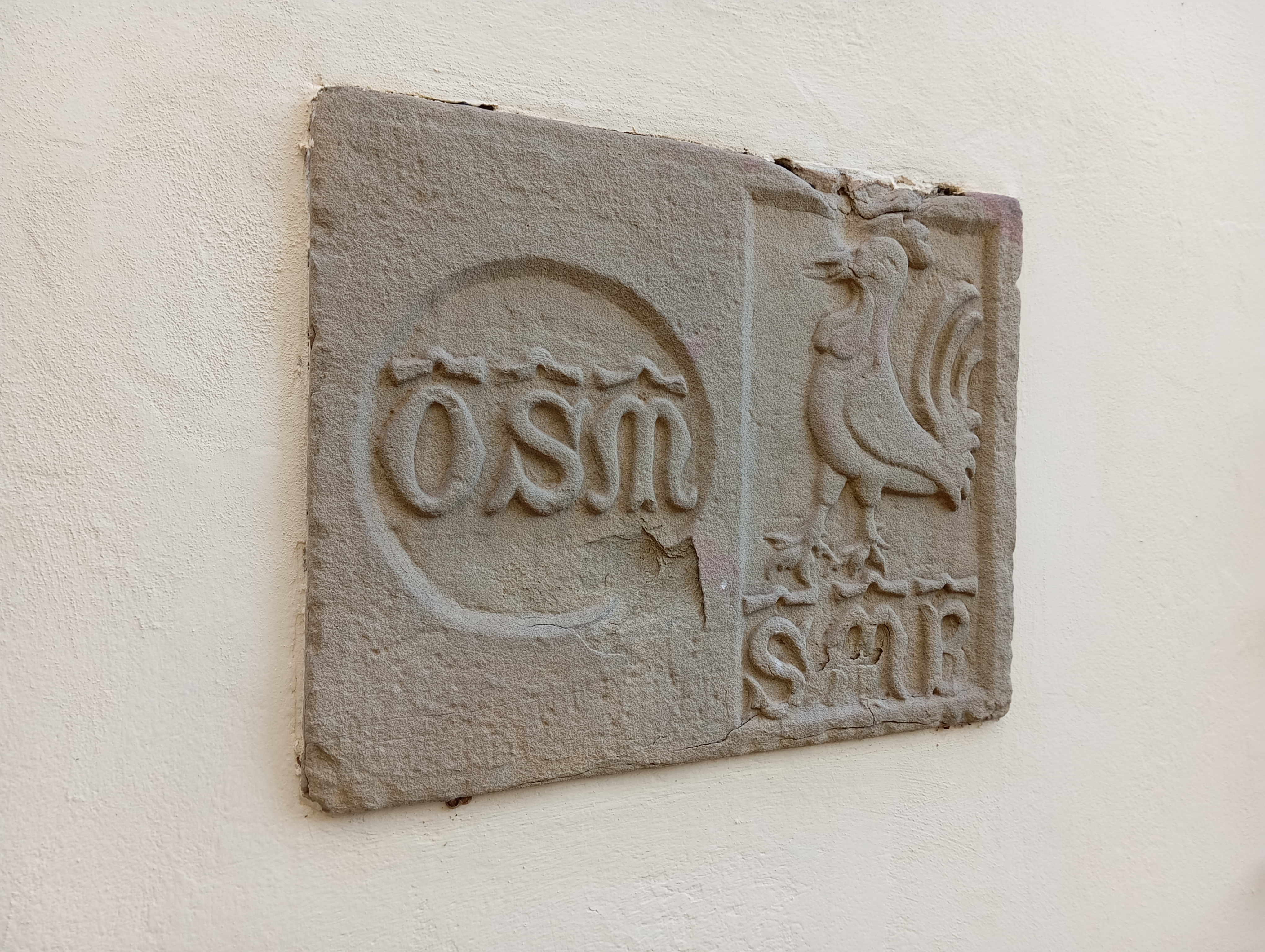
Lapide che rappresenta le compagnie di Orsanmichele e del Bigallo

https://commons.wikimedia.org/wiki/File:Santo_spitito,_sarcofago_di_Lapo_Giovanni_Gavacciani,_1338,_01.jpg